# District de Malda
Le district de Malda (hindi : মালদা জেলা) est un district  de l'État du Bengale-Occidental, en Inde.

## Géographie
Au recensement de 2011, sa population compte 3 997 970 habitants.
Son chef-lieu est la ville de Malda City. 

La carte des districts du Bengale-Occidental.